# Okrzyn łąkowy
Okrzyn łąkowy, okrzyn pruski (Silphiodaucus prutenicus (L.) Spalik & al.) – gatunek rośliny wieloletniej z rodziny selerowatych. Rozprzestrzeniony jest w Europie od Portugalii po środkową część europejskiej części Rosji. Na południu sięga po Półwysep Apeniński i Bułgarię, na północy po Francję, Niemcy, Polskę i kraje bałtyckie. W Polsce rośnie w rozproszeniu na całym obszarze niżowym i w niższych partiach gór.

## Morfologia

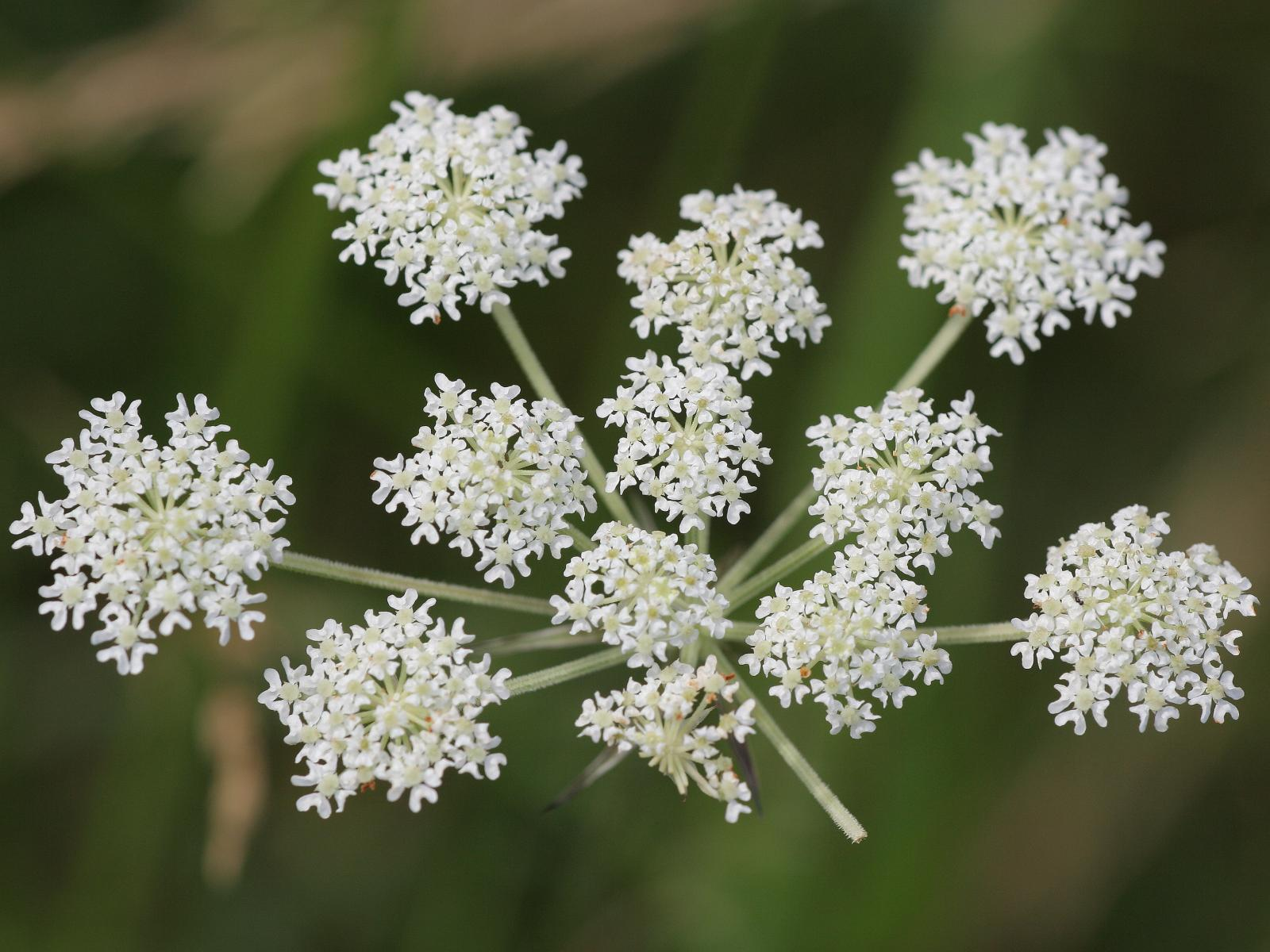
Kwiatostan

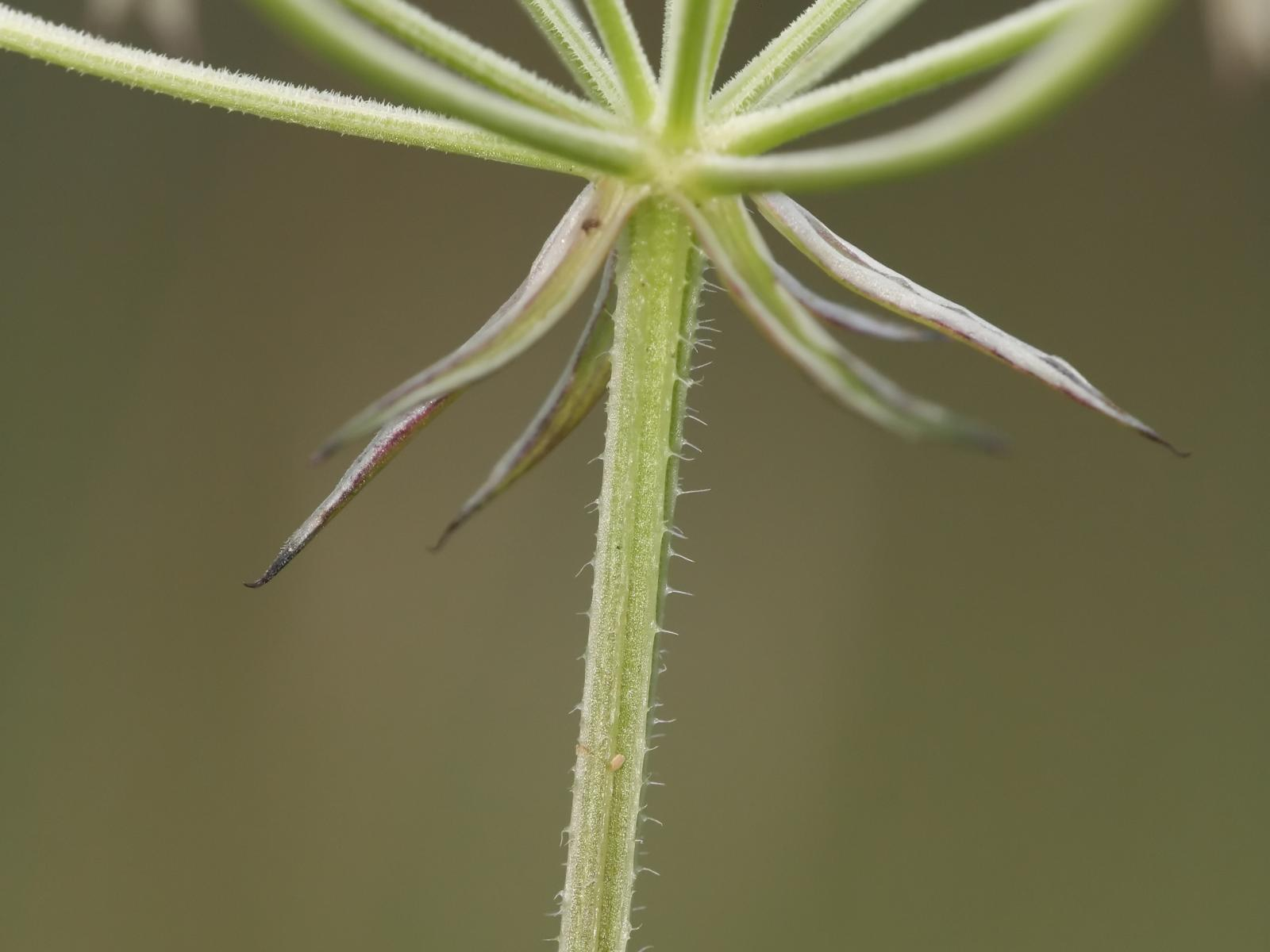
Pokrywy i łodyga

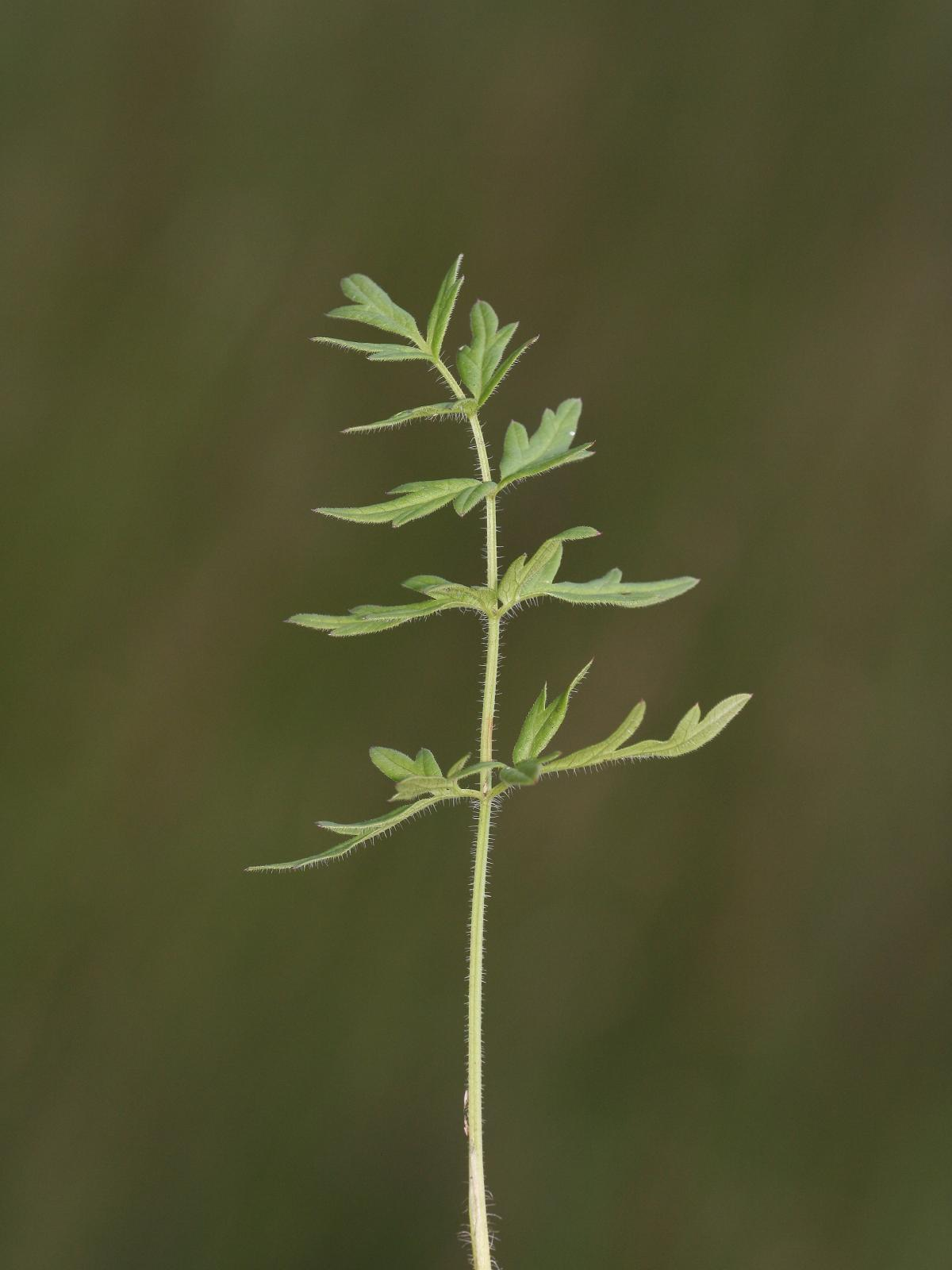
Liść

PokrójRoślina zielna z pionowym, niezbyt grubym kłączem, bez kołnierza z pozostałości liści w szyi korzeniowej. Osiąga od 40 do 120 cm wysokości. Zwykle owłosiona jest tylko w dole, w górze naga, ale bywa też cała owłosiona lub cała naga.
ŁodygaWzniesiona, dość cienka, kanciasto bruzdowana, rozgałęzia się w górnej części.
LiścieW zarysie jajowato-trójkątne, dwu- lub trzykrotnie pierzaste, o odcinkach pierzastodzielnych bądź wrębnych, z łatkami lancetowatymi. Dolne liście mają długie ogonki, górne osadzone są na rozdętych pochwach liściowych. Liście od spodu są zwykle szorstko owłosione.
KwiatyŻółtawobiałe, drobne, skupione w baldachach złożonych składających się z 10–30 baldaszków. Szypuły baldachu są szorstkie. Pokrywy i pokrywki są liczne, lancetowate, na brzegach błoniaste i orzęsione. Płatki korony osiągają ok. 1,5 mm długości i 2 mm szerokości.
OwoceRozłupnie z dwiema rozłupkami, jajowatymi, o długości i szerokości do 5 mm. Żebra główne są nitkowate i pokryte białymi szczecinkami, natomiast żebra dodatkowe są nagie i oskrzydlone. Miodnik na szczycie grzybkowaty lub odwrotnie stożkowaty, z dwiema odgiętymi szyjkami słupka.

## Biologia i ekologia
Roślina dwuletnia i bylina, kwitnąca latem – w lipcu i sierpniu, czasem jeszcze we wrześniu. Zasiedla wilgotne łąki, widne lasy i zarośla. Rośnie na glebach średnio żyznych.

## Zagrożenia i ochrona
Roślina umieszczona na polskiej czerwonej liście w kategorii VU (narażony).